# Me’ir Pa’il
Me’ir Pa’il (hebr.: מאיר פעיל, ur. 19 czerwca 1926 w Jerozolimie, zm. 17 września 2015) – izraelski historyk, wykładowca, wojskowy i polityk, w latach 1974–1980 poseł do Knesetu z list ugrupowań Moked i Szeli.

## Życiorys
Urodził się 19 czerwca 1926 w Jerozolimie w ówczesnym Brytyjskim Mandacie Palestyny.
W latach 1943–1948 był członkiem Palmachu, następnie służył w Siłach Obronnych Izraela, które opuścił w 1971 w stopniu pułkownika.
Ukończył studia historyczne i bliskowschodnie na Uniwersytecie Telawiwskim. Uzyskał doktorat z historii ogólnej i historii wojskowości.
W 1973 został przywódcą ugrupowania Moked, z listy którego jako jedyny kandydat wyborach w 1973 zdobył mandat poselski. W ósmym Knesecie zasiadał w komisji edukacji i kultury. W 1977 był jednym z założycieli skrajnie lewicowej partii Szeli, w przeprowadzonych w tym roku wyborach uzyskał reelekcję z listy nowego ugrupowania. W dziewiątym Knesecie zasiadał w komisjach absorpcji imigrantów; edukacji i kultury oraz pracy i opieki społecznej. Przewodniczył komisji wspólnej ds. spalenia zbiornika gazu w En Kerem. 19 maja 1980 zrezygnował z zasiadania w parlamencie, a mandat po nim objął Se’adja Marciano.
Zmarł 17 września 2015.